# Lã Linh Khởi
Lã Linh Ỷ (giản thể: 吕玲绮; phồn thể: 呂玲綺; bính âm: Lǚ Língqǐ; Wade–Giles: Lü Lingqi; ? - ?) hay Lã Linh Khởi là một nữ tướng hư cấu trong trò chơi điện tử Dynasty Tactics của Koei. Nguyên hình lịch sử của nhân vật này là con gái của quân phiệt Lã Bố thời Tam Quốc trong lịch sử Trung Quốc.

## Lịch sử
Lã Bố là người quận Ngũ Nguyên, Tịnh Châu. Chưa rõ con gái của Lã Bố sinh ra ở nơi nào.
Trong lịch sử, Lã Bố  tính toán đem con gái gả cho con trai Viên Thuật (có khả năng là Viên Diệu), nhưng bị Trần Khuê thuyết phục, trở mặt với Viên Thuật, đem con gái đem về. Lã Bố sau đó nghe lời Trần Khuê dâng biểu lên chính quyền Hứa Xương của Tào Tháo, thụ chức Tả tướng quân.
Năm 198, Tào Tháo bao vây thành Hạ Bì. Lã Bố vì cầu Viên Thuật đem quân tới cứu, lần nữa đáp ứng Viên Thuật kết thành thông gia. Tuy nhiên Lã Bố hộ tống phá vây không thành công, bị quân Tào bức về.

## Trong văn học
Trong tiểu thuyết Tam quốc diễn nghĩa, con gái Lã Bố xuất hiện ở hồi 16, là con gái của Lã Bố với Nghiêm phu nhân. Viên Thuật xưng đế ở Thọ Xuân, sai Kỷ Linh đến giết Lưu Bị, nhưng bị Lã Bố can lại. Kỷ Linh trở về, bày kế cho Thuật kết thân với Lã Bố. Việc mà thành, thì Lưu Bị chắc chắn sẽ bị Lã Bố giết. Viên Thuật đồng ý, sai Khâm sai Hàn Dận đến Hạ Phi nhắc lại việc kết thông gia với Lã Bố, lấy con gái ông về làm con dâu cho thái tử (Viên Diệu). Lã Bố bằng lòng giao con gái cho Hàn Dận mang đi.
Cha con Trần Khuê và Trần Đăng ở Hạ Phi vốn ngả theo Tào Tháo, sợ hai họ Viên, Lã thông gia thì khó khống chế được, nên vội đến can Lã Bố không nên kết thân với Viên Thuật vì Thuật xưng đế là trái đạo; ngược lại Trần Khuê khuyên Lã Bố hợp tác với Tào Tháo. Lã Bố nghe có lý, bèn mang quân đuổi theo cướp con gái trở về Hạ Phi, bắt Hàn Dận đóng gông sai người giải đến Hứa Xương nộp cho Tào Tháo và tuyên bố bỏ hôn ước với Viên Thuật.

## Trong văn hóa
Từ một nhân vật xuất hiện mờ nhạt và không rõ tên thật trong lịch sử, hình ảnh con gái của Lã Bố đã được đưa vào trong nhiều tác phẩm điện ảnh và trò chơi điện tử, đi vào văn hóa đại chúng đối với những người đam mê lịch sử thời Tam Quốc cùng những trò chơi điện tử ăn theo.
Hình ảnh võ tướng Lã Linh Ỷ xuất hiện lần đầu tiên ở dòng game Dynasty Tactics (Tam Quốc Chí Chiến Ký 2) của hãng Koei và là một trong hai nhân vật nữ duy nhất có thể điều khiển cùng với Tôn Thượng Hương. Sau đó nhân vật Lã Linh Ỷ xuất hiện trong các dòng game Sangokushi Taisen (Tam quốc chí đại chiến) của SEGA, Dynasty Warriors (Chân·Tam quốc Vô song), Romance of the Three Kingdoms (Tam quốc chí) của Koei, Tam quốc quần anh truyện, Fantasia Sango (Ảo tưởng Tam quốc chí), Knights of Valour (Tam quốc chiến kỷ)...
Trong Dynasty Warriors 4, Lã Linh Ỷ xuất hiện trong Chiến dịch Hạ Phi của liên quân Tào-Lưu chống Lã Bố. Đến Dynasty Warriors 8: Xtreme Legends thì Lã Linh Ỷ chính thức được giới thiệu là một nhân vật có thể điều khiển. Vũ khí của Linh Ỷ là vũ khí của Lã Bố trong bản Dynasty Warriors 6.
Trong một số trò chơi về thời Tam Quốc được phát hành tại Việt Nam, đặc biệt là bản Việt hóa game chiến thuật sách lược Linh Vương (Binh Lâm Thành Hạ - 三国兵临城下), Lã Linh Ỷ được phiên dịch thành Lã Linh Kỳ. Ngoài ra, trong nhiều trò chơi, các nhà phát hành cũng đổi tên nhân vật:
- Dynasty Tactics 2: Lã Linh Ỷ (呂玲綺)
- Tam Quốc Chí 11: Lã Linh Ỷ
- Dynasty Warriors 4
- Sangokushi Taisen: Lã Cơ (呂姬)
- Tam quốc quần anh truyện: Lã Văn (呂雯)
- Dynasty Warriors 8: Xtreme Legends: Lã Linh Ỷ[6]
- Fantasia Sango: Điêu Chỉ (貂芷)[7]
- Knights of Valour - The Seven Spirits (Tân Tam Quốc Chiến Kỷ - Thất Tinh Chuyển Sinh): Lã Song Song (呂雙雙)
- Tam quốc đỉnh lập Online: Lã Mộ Thiền (呂慕蟬)

Ngoài ra, Lã Linh Khởi còn xuất hiện trong truyện tranh Con trai rồng (Ryūrōden) với tên Lã Lan (呂蘭), Hỏa phụng liêu nguyên với tên Tiểu Đông Tây (小東西).